# فرانک میرقهاری
فرانک میرقهاری هنرپیشه سابق سینما اهل ایران است.

## زندگی‌نامه
فرانک میر قهاری در روز ۱۵ تیر ۱۳۲۳ در حالی که پدرش سرهنگ سید باقر میرقهاری به همراه همسرش سیاره کاوه برای مأموریت به استان آذربایجان غربی سفر کرده بودند در شهر ماکو زاده شد. او که فرزند سوم خانواده بود به دلیل فوت دو فرزند، قبل از خود، نزد پدر و مادر بسیار عزیز بود.
فرانک در نوجوانی با تشویق و علاقه پدر در رشته‌های هنری و ورزشی شرکت می‌کرد او در رشته موزیک نواختن سازهای ویلون و پیانو را آموزش دید و در تیم‌های ورزشی نظیر دوچرخه سواری، بسکتبال، والیبال، پینگ پنگ و اسب سواری همکاری داشت.
در سال‌هایی که پدرش در شیراز مأموریت داشت و فرانک نوجوانی سیزده ساله بود دررفت و آمدهای فامیلی و با پسری پانزده ساله به نام حبیب آشنا شد آنها که با هم نسبت دور فامیلی داشتند همدیگر را در این مهمانی‌ها می‌دیدند تا آن که هر دو تحت احساسات جوانی به هم علاقه‌مند شدند و حبیب از فرانک خواستگاری کرد اما پدر فرانک با این خواسته مخالفت داشت و بر این عقیده بود که سن هر دو آنها کم است و این ازدواج صلاح نیست پس از گذشت چند سال آنها به تهران بازگشتند.
او که در سال دهم تحصیلی در رشته طبیعی به مدرسه می‌رفت به پیشنهاد کارگردان ساموئل خاچیکیان برای رول اول در فیلم تپه عشق (نقشی در مقابل ویگن) نزد پدر رفت و از او خواست که اجازه دهد در این فیلم بازی کند اما پدرش مخالفت نمود بعد به اصرار آرمان و ساموئل خاچیکیان و سیامک پورزند و عباس پهلوان با این گفته که «یکی باید راه گشا شود که دختری از خانواده به سینما بیاید» او را راضی کردند، پدرش تنها با این شرط راضی شد که در سه ماه تعطیلات تابستان فیلمبردار شود و در زمان شروع مدرسه فرانک به درسش ادامه دهد و در قراردادی که منعقد می‌گردد صحنه‌های برهنه و غیراخلاقی در نقش او نباشد او وقتی نامش در سینما بر سر زبان‌ها افتاد به علت علاقه و هجوم شاگردان مدرسه قرار شد که بقیه تحصیلاتش را در منزل ادامه دهد.
فرانک با جنجال فراوان وارد سینما شد چون برای اولین بار یک دختر از پشت میز مدرسه و خانواده به سینما آمده بود.
فرانک پس از مدتی با پیشنهادهای بازیگری بسیاری روبرو شد که در یک زمان قرار داد هفت فیلم را با هم داشت و مجبور بود هر روز را برای فیلمبرداری یک فیلم اختصاص دهد.
فرانک بعد از سه سال و بازیگری در ۱۵ فیلم به علت دلخوری و مقایسه شدن با بازیگران ناباب سه سال پیشنهاد فیلم را قبول نکرد و همین باعث شد که چند هنرپیشه زن به سینما راه پیدا کنند. بعد از آن به پیشنهاد استودیو عصر طلایی با فیلم دو انسان نقش مقابل ایرج قادری فعالیتش را شروع کرد. سپس در نوزده فیلم دیگر بازی کرد یکی از این فیلم‌ها به نام در آمریکا اتفاق افتاد بود که کل فیلمبرداری فیلم در آمریکا انجام شد و آخرین فیلمش ستاره سهیل است که با ایرج قادری، علی میری و جمشید آریا (هاشم پور) همبازی بوده‌است.
در سال ۱۳۵۰ به ازدواج داریوش معینی درآمد که به علت مخالفت شوهرش از فعالیت در سینما کناره گرفت. در سال ۱۳۵۵ پس از جدایی از او برای دیدار خانواده اش که ساکن آمریکا بودند به نیویورک سفر کرد و این سفر به اقامت طولانی مبدل شد.
فرانک در سال ۱۹۸۱ میلادی در شهر لس آنجلس اولین کنسرت خارج از کشور را برپا نمود و این برنامه‌ها شامل انتخاب دختر شایسته مقیم خارج از کشور، نمایشگاه‌های بزرگ بین‌المللی، برنامه سیزده به در در لاس و گاس که با آوردن خوانندگان تازه به عرصه موزیک همراه بود
در سال ۱۹۹۲ بعد از سال‌ها گذر از حوادث گوناگون و جابجایی از ایران به اروپا و آمریکا طی تماس تلفنی از بیژن سمندر شاعر معروف شیرازی مطلع شد که دکتر حبیب‌الله فرهودی پزشک سرشناس و محبوب ایرانیان مقیم واشینگتن دی سی خواستار دریافت شماره تماس اوست.
دکتر حبیب فرهودی چهار سال پیش از همسر سابقش جدا شده بود و در اولین تماس تلفنی خود به فرانک او را از آتش عشق دوران نوجوانی اش در باغ دهقان شیراز سخن گفت و بیاد داشت که همان شب از مادرش پرسیده بود می‌شود آدم عاشق شود و شب تب کند.
در سال ۱۹۹۳ فرانک برای دیدن مادرش به نیویورک رفت و حبیب از او دعوت کرد که در آتلانتیک سیتی کنسرت برگزار کند بعد از آن پس از دو روز دیدار با هم نامزد شدند و بعد از دو ماه ازدواج کردند و فرانک به واشینگتن نقل مکان کرد.
فرانک در این مدت کنسرت‌هایی را در واشینگتن، آتلانتا، نیویورک، نیوجرسی، ویرجینیا و مریلند برپا نموده‌است.

## نگارخانه

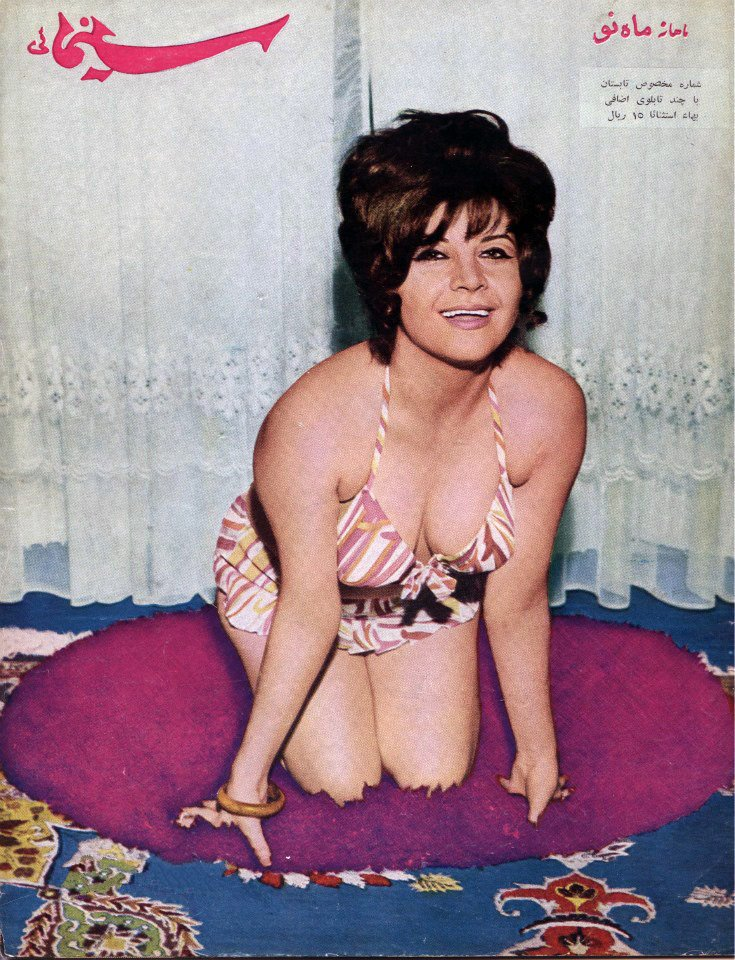

## فیلم‌شناسی
- ۱۳۵۰ - در آمریکا اتفاق افتاد
- ۱۳۵۰ - مبارزه با شیطان
- ۱۳۴۸ - روسپی
- ۱۳۴۷ - مرد دو چهره
- ۱۳۴۷ - قمارباز
- ۱۳۴۷ - دلاور دوران
- ۱۳۴۷ - پنجه آهنین
- ۱۳۴۷ - بهرام شیردل
- ۱۳۴۶ - یکه‌بزن
- ۱۳۴۶ - معجزه
- ۱۳۴۶ - علی بابا و چهل دزد
- ۱۳۴۶ - سه جوانمرد
- ۱۳۴۵ - هارون و قارون
- ۱۳۴۵ -نخاله قهرمان
- ۱۳۴۵ - مأمور ۱۱۴
- ۱۳۴۵ - شارلاتان
- ۱۳۴۵ - دو انسان
- ۱۳۴۳ - نابغه هفت‌ماهه
- ۱۳۴۲ - ترس و تاریکی
- ۱۳۴۱ - نصیب و قسمت
- ۱۳۴۱ - عروس دهکده
- ۱۳۴۱ - زن دشمن خطرناکیست
- ۱۳۴۱ - چادرنشین‌ها
- ۱۳۴۱ - آخرین گذرگاه
- ۱۳۴۰ - دختر همسایه
- ۱۳۴۰ - خروس بی محل
- ۱۳۴۰ - خانوم عوضی گرفتی
- ۱۳۴۰ - تازه به دوران رسیده
- ۱۳۴۰ - بیوه‌های خندان
- ۱۳۴۰ - آرامش قبل از طوفان
- ۱۳۴۰ - آتشپاره تهران
- ۱۳۳۸ - تپه عشق